# Carbonatiet

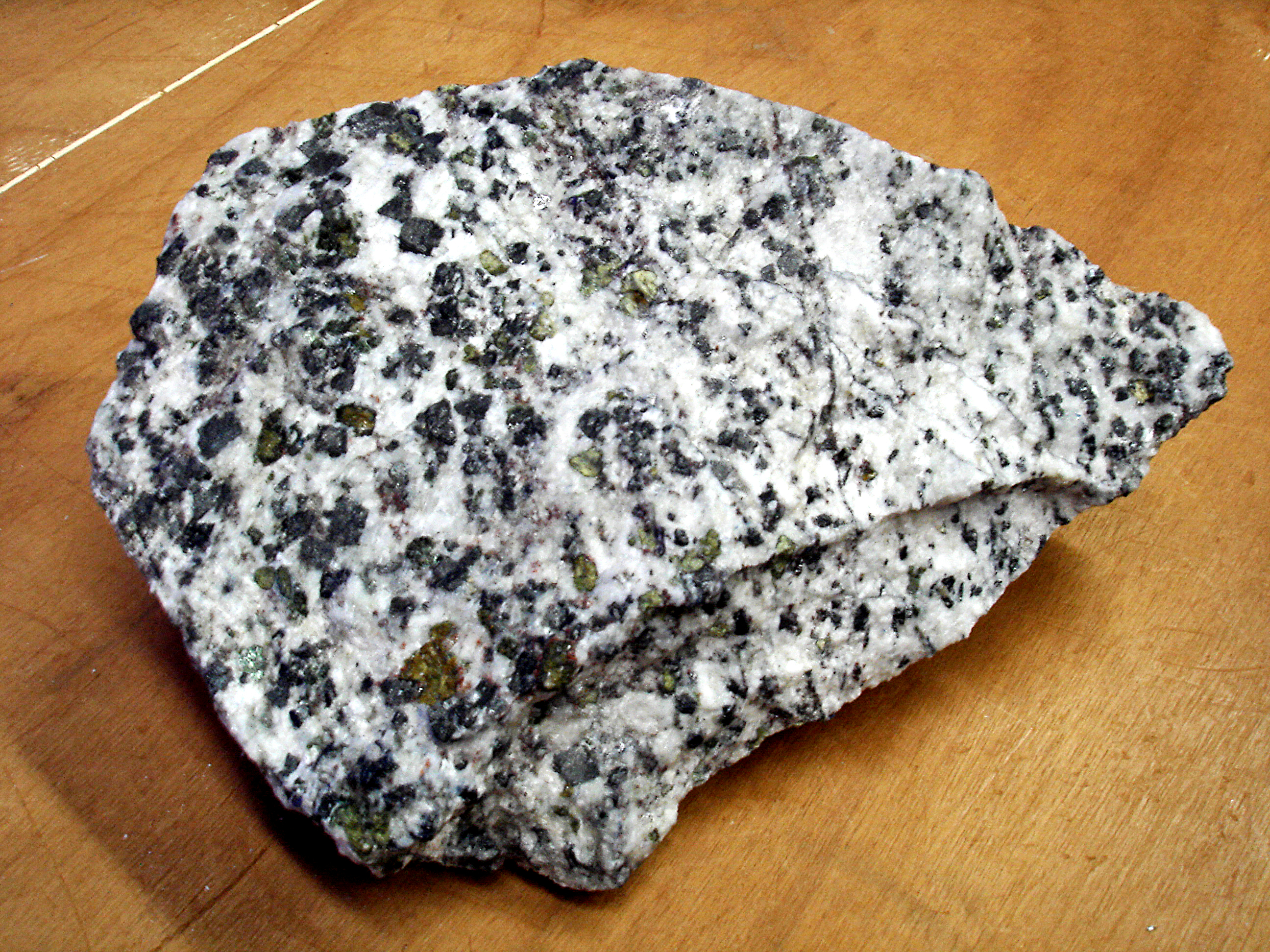
Carbonatiet, Jacupiranga, Brazilië. Getoond handstuk bestaat voornamelijk uit de mineralen calciet (wit), magnetiet (zwart) en olivijn (groenig).

Carbonatiet is een zeldzaam soort stollingsgesteente, dat voor meer dan 50% van zijn massa uit carbonaten bestaat.

## Voorkomen
Carbonatiet komt alleen voor bij intercontinentale riftsystemen. De meeste carbonatieten hebben een Proterozoïsche of Fanerozoïsche ouderdom en ze lijken in de loop van de geschiedenis van de Aarde minder zeldzaam te zijn geworden. Vrijwel alle voorkomens zijn intrusieve gesteenten. Dit is omdat carbonatiet snel met de atmosfeer reageert en uitvloeiingsvarianten niet lang bewaard blijven. De meeste carbonatietvoorkomens zijn beperkt in omvang, zoals kleine plugs in gezoneerde complexen van alkaliene intrusies, dikes of tektonische breccies. De enige actieve vulkaan die in historische tijden carbonatitische lava heeft geproduceerd, is de Ol Doinyo Lengai in Tanzania.

## Eigenschappen
Carbonatiet bestaat gewoonlijk uit rond de 70% carbonaten, zoals calciet, dolomiet, ankeriet of zeldzame carbonaten als ancyliet, nyerereiet of gregoryiet. Vanwege de lage concentratie silica (SiO2) komen in carbonatieten vaak mineralen als natroliet, sodaliet, meliliet, olivijn (met name forsteriet) en pyroxeen (met name diopsiet en aegirien) voor. Andere mogelijke silicaten zijn mica (met name flogopiet), kaliveldspaat, alkalirijke amfibool, zirkoon, vermiculiet, wollastoniet en titaniet. Daarnaast kunnen diverse oxiden (bijvoorbeeld magnetiet, ilmeniet, rutiel, perovskiet, pyrochloor, chalcopyriet), sulfaten, fosfaten (bijvoorbeeld bariet, apatiet) en halogeniden (fluoriet) voorkomen.
Chemisch gezien zijn carbonatieten verrijkt in incompatibele elementen als barium, cesium of rubidium; en verarmd in compatibele elementen als hafnium, zirkonium en titanium. Samen met de onderverzadiging in silica wordt dit als een aanwijzing gezien dat ze zijn hun oorsprong hebben in een zeer lage graad van partieel smelten.
In het veld kan carbonatiet sterk lijken op marmer, een veel minder zeldzaam gesteente. Beide zijn kristallijn gesteente dat voor het grootste deel uit carbonaten bestaat. Carbonatiet valt echter te onderscheiden door mineralen die alleen in stollingsgesteente voorkomen (marmer is van oorsprong een sedimentair gesteente waarin dergelijke mineralen niet voorkomen). Carbonatieten worden vaak geassocieerd met andere silica-onderverzadigde stollingsgesteenten als ijoliet, melteigiet, tescheniet, lamprofier, fonoliet, foyaiet, shonkiniet, foïdehoudende pyroxeniet (essexiet) en nefelien-syeniet.
Een typische vorm van metasomatisme van carbonatieten is fenitisatie, waarbij de mineralen arfvedsoniet, barkevikiet, glaucofaan en diverse titanium- en ijzeroxiden in metasomatische halo's voorkomen.
Carbonatiet met een afanitische textuur wordt alvikiet genoemd, met een faneritische textuur soviet. Andere onderverdelingen zijn rauhaugiet (rijk in dolomiet), beforsiet (rijk in ankeriet) en lengaiet (rijk in alkalimetalen). Wanneer het gesteente uit 50-70% carbonaten bestaat, wordt het een silico-carbonatiet genoemd.

## Economisch belang
Carbonatiet kan economisch winbare erts zijn voor zeldzame aarden, fosfor, niobium, tantalium, uranium, thorium, koper, ijzer, titanium, vanadium, barium, fluor, zirkonium en andere zeldzame incompatibele elementen. De belangrijkste mineralen die als erts dienen zijn apatiet, bariet en vermiculiet. In het contactaureool van carbonatiet kunnen zich economisch winbare hydrothermale ertsafzettingen van fluoriet of ertsen van thorium of zeldzame aarden bevinden.